# Synagoge Varel
Koordinaten: 53° 23′ 37,3″ N, 8° 8′ 33,2″ O
Die Synagoge in Varel bestand von der Mitte des 19. Jahrhunderts bis 1938 in der Osterstraße in Varel in Niedersachsen. 

## Geschichte
Spätestens 1760 war die jüdische Gemeinde in Varel auf etwa 70 Personen angewachsen. Gesuche an die Behörden, die auf die Errichtung einer Synagoge abzielten, scheiterten zunächst. Ab 1806 richtete sich die Gemeinde eine Betstube in einem Haus im Haferkamp 81 ein. Nachdem das Haus baufällig geworden war, wurde erneut ein Neubau ins Auge gefasst.
Nach weiteren Verhandlungen mit den Behörden, der Akquise eines Grundstücks und der Sicherstellung der Finanzierung konnte eine Synagoge in der Osterstraße 10 gebaut werden, die 1848 geweiht wurde. Die Finanzierung gelang durch eine Umlage unter den Gemeindemitglieder, Unterstützung durch den Großherzog in Oldenburg und jüdische Gemeinden, unter anderem aus Hamburg und Altona.

### Zerstörung
Am 10. November 1938 wurde die Vareler Synagoge im Rahmen der Novemberpogrome zerstört. Zwischen 2:30 Uhr und 3 Uhr nachts wurde die Synagoge auf Veranlassung von Kreisleiter Hans Flügel durch Angehörige der Vareler SA und SS in Brand gesetzt. In einem Verfahren in der Nachkriegszeit wurden dreizehn Täter ermittelt, die zum Zeitpunkt des Verfahrens jedoch fast alle bereits verstorben waren. Bis heute ist unklar, was mit der Inneneinrichtung der Synagoge geschah. Die Männer überfielen auch die Geschäfte der noch in Varel ansässigen Juden. Die männlichen Juden wurden über Oldenburg nach Sachsenhausen gebracht und kehrten von dort erst nach mehreren Wochen zurück. Einigen Gemeindemitgliedern der Vareler Gemeinde gelang es auszuwandern, andere wurden deportiert und in verschiedenen Konzentrationslagern ermordet.

## Baubeschreibung
Der Bau orientierte sich an der Synagoge in Berne. Der architektonische Stil der Synagoge in Varel war klassizistisch mit historistischen Elementen. Sie wurde in Ziegelbauweise errichtet. Die Fassade war symmetrisch gestaltet, mit einem hervorgehobenen Giebelbereich an der Stirnseite. Im Erdgeschoss befanden sich große Rundbogenfenster. Das Obergeschoss wies rechteckige Fenster auf.
Im Innenraum befand sich in einer Nische an der Ostseite der Toraschrein. Der Schrein stand auf einem Podest, war von zwei korinthischen Säulen, auf denen ein Tympanon ruhte, gerahmt und mit kostbarem Tuch verhüllt. Vor dem Schrein hing das Ner Tamid. In der Mitte des Raumes, von drei Seiten mit Gestühl umgeben, befand sich die Bima, zwischen Bima und Toraschrein stand ein Vorlesepult.

## Nachkriegszeit und Gedenken
Nach dem Krieg kehrte keiner der überlebenden Vareler Juden zurück. Das Grundstück der Synagoge wurde 1939 von einem Vareler Bürger erworben, heute steht an der Stelle ein Wohnhaus. 1990 wurde nahe der ehemaligen Synagoge ein Mahnmal errichtet.